# Berufsfotografie

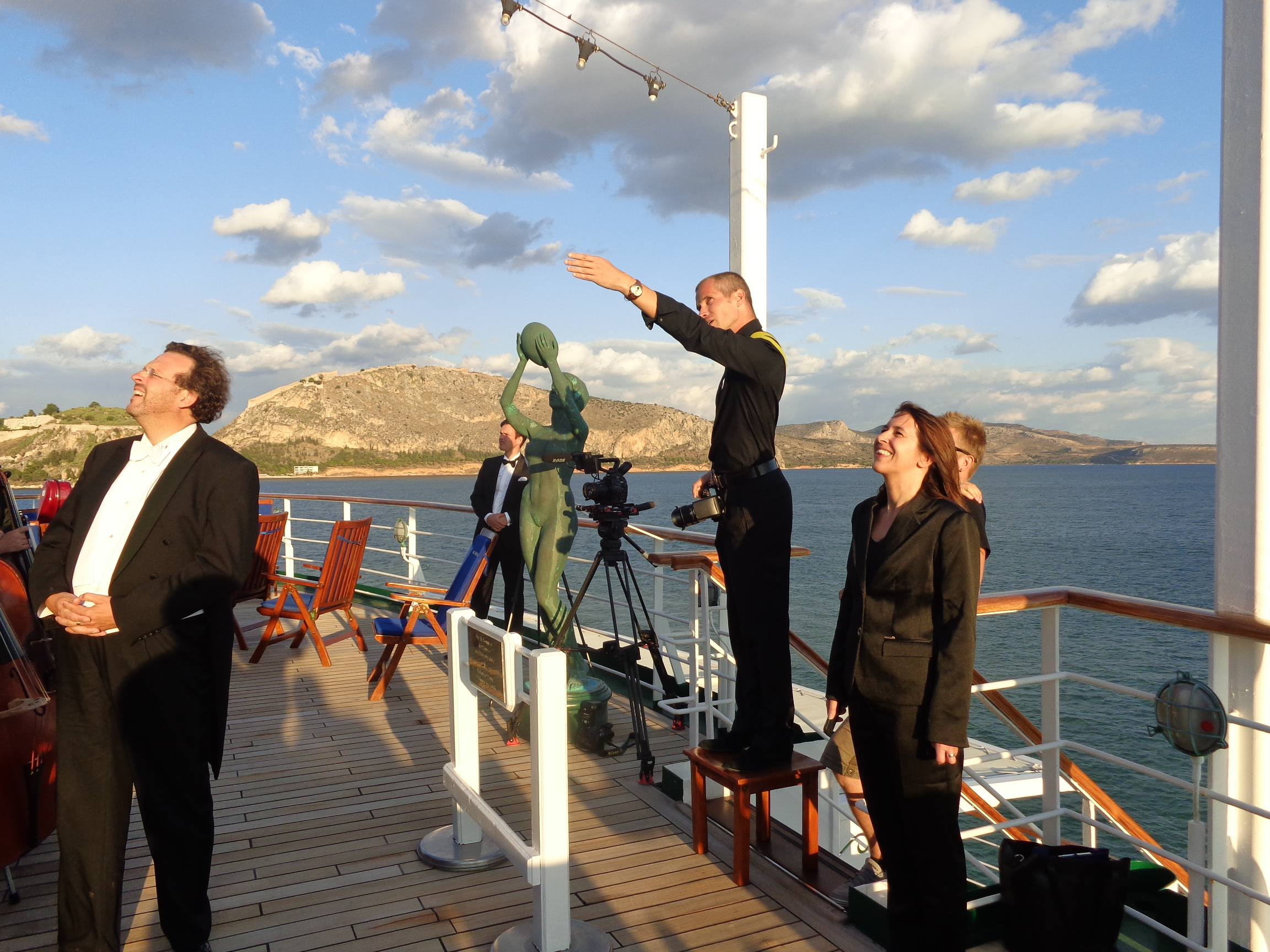
Fotograf vor Aufnahmen eines Orchesters auf einem Kreuzfahrtschiff

Die Berufsfotografie ist im Gegensatz zur Amateurfotografie die Bezeichnung für professionelle Tätigkeit im Bereich der Fotografie. Der klassische Berufsfotograf wird in einer handwerklichen Ausbildung auf das Berufsbild vorbereitet. Der Foto-Designer setzt seinen Schwerpunkt eher in der konzeptionellen Ausarbeitung von fotografischen Themen. Seine Arbeitsbereiche sind häufig die Werbung und die freie Kunst- sowie Autorenfotografie.

## Berufsrecht des Fotografen in Deutschland

### Geschützte Berufsbezeichnungen
Fotograf ist im engeren Sinne die Berufsbezeichnung des Lichtbildners.
Professionelle Lichtbildner mit einer anderen Ausbildung führen dementsprechend andere Berufsbezeichnungen wie zum Beispiel Diplom-Foto-Designer, Fotodesigner (staatlich geprüft) oder Diplomfotograf.
Die Berufsbezeichnungen Fotograf, Fototechnischer Assistent, Fotolaborant und Fotoingenieur sind staatlich anerkannte Berufe. 
Während der Begriff Designer frei genutzt werden kann, darf die Berufsbezeichnung Fotodesigner (staatlich geprüft) und der akademische Grad Diplom-Foto-Designer nur nach einer erfolgreich absolvierten Ausbildung geführt werden. Nur nach bestandener Meisterprüfung darf ein Fotograf sich Fotografenmeister nennen.

### Gesetzliche Grundlage
Die Berufsbezeichnung Fotograf ist ein staatlich anerkannter Ausbildungsberuf.
Bis zur Novellierung der Handwerksordnung war es unzulässig, Fotografie als selbständiges Handwerk ohne einen Meisterbrief auszuüben. Diese Einschränkung ist heute, wie in vielen anderen Berufen, weggefallen.
Gemäß § 18 Abs. 2 gehört der Beruf des Fotografen nach dem Dritten Gesetz zur Änderung der Handwerksordnung und anderer handwerksrechtlicher Vorschriften vom 24. Dezember 2003 zu den zulassungsfreien Berufen, das heißt, dass jeder das Fotografen-Handwerk in der Regel ohne Meisterbrief ausüben kann. Eine Eintragung in die Handwerksrolle bei der jeweiligen Berufskammer ist weiterhin für Handwerkliche Fotografie (Hochzeiten, Porträts, Architektur, Produkte) vorgeschrieben. Eine der Ausbildungsformen ist jedoch nicht erforderlich.

### Fotografie als ungeschützte Berufsausübung
Die Berufsbezeichnung „Fotograf“ ist gesetzlich nicht geschützt, weshalb sich jeder „Hochzeits-“, „Reportage- oder Pressefotograf“ nennen darf, ohne eine Ausbildung zum Fotografen durchlaufen zu haben. Der Nachweis einer Ausbildung in Fotografie ist nach der Novellierung der Handwerksordnung, wie in vielen anderen Berufen auch, weggefallen. Die Eintragung in die Handwerksrolle ist weiterhin gesetzlich vorgeschrieben.
Fotografie gehört als Teilbereich auch zu anderen Berufen, wie zum Beispiel „Technischer Redakteur“, „Journalist“ oder „Dokumentar“. Allgemein kann Fotografie eine Nebenaktivität eines Berufes darstellen.

## Rechtliche Situation in Österreich
In Österreich ist der Beruf Berufsfotograf seit dem 27. Dezember 2013 ein freies Gewerbe. Frei bedeutet, dass kein Befähigungsnachweis erforderlich ist, wohl aber die Anmeldung bei der örtlich zuständigen Bezirksverwaltungsbehörde, in Wien das Magistratische Bezirksamt.

### Ausbildung zum Berufsfotografen
Es gibt verschiedene Möglichkeiten, den Beruf zu erlernen:
- Lehre: Die Lehrzeit beträgt in der Regel 3 1⁄2 Jahre
- Schulische Bildung: Höhere Abteilung für Fotografie und visuelle Medien, Kolleg für Fotografie, Höhere Bundeslehranstalt für bildnerische Gestaltung, Fotografenschule
- 2. Bildungsweg: Voraussetzung: Absolvierung der 9-jährigen Schulpflicht

## Organisationen
In Deutschland gibt es verschiedene Interessengemeinschaften für professionelle Fotografen:

### Interessenverbände
- Deutsche Gesellschaft für Photographie – (DGPh)
- Deutsche Fotografische Akademie – (DFA)

### Körperschaft des öffentlichen Rechts / Fachverband
- Der Centralverband Deutscher Berufsfotografen (CV) ist als ist eine juristische Person des privaten Rechts die Bundesvereinigung der bestehenden Fotografeninnungen und/oder der ebenfalls als juristische Person des privaten Rechts operierenden Landesinnungsverbände. Die Innungen haben als Körperschaft des öffentlichen Rechts durch gesetzliche Verordnung zugewiesene Aufgaben, so z. B. die Gesellenprüfungen abzunehmen und hierfür Gesellenprüfungsausschüsse zu errichten, sofern sie von der Handwerkskammer dazu ermächtigt sind.

### Freier Berufsverband
- Bund Freischaffender Foto-Designer – (BFF)
- Freelens – nach Mitgliederzahl größte Berufsvereinigung von Bildjournalisten in Deutschland.